# Wayne Warren
Wayne Warren (Tynewydd, 6 december 1962) is een Welsh beoefenaar van de dartssport. Op 12 januari 2020 won Warren het BDO World Darts Championship door een 7–4 overwinning in sets op landgenoot Jim Williams.
Warren deed in 2005 voor de eerste keer mee met de BDO World Darts Championship. Tijdens dit toernooi was hij de enige darter afkomstig uit Wales. Hij verloor in de eerste ronde met 0–3 van Mervyn King. Warren kwam twee keer heel dicht bij kwalificatie voor Lakeside, voor kwalificatie in 2008 verloor hij van Mike Veitch en in 2009 verloor hij van Robbie Green. Warren kwam twee wedstrijden tekort om zich te kwalificeren voor de Lakeside van 2010, hij verloor van Martin McCloskey. Voor de editie van 2013 was hij wel gekwalificeerd en opnieuw was hij de enige Welsh darter. Hij verloor in de eerste ronde van Alan Norris. In 2018 haalde Warren de kwartfinale. In de eerste ronde won hij met 3–1 van Wesley Harms. In de tweede ronde won Warren van Willem Mandigers met 4–2. In de kwartfinale verloor Warren van Mark McGeeney met 4–5. In 2019 won Warren in de eerste ronde van Mark Layton met 3–0. In de tweede ronde verloor Warren van Michael Unterbuchner met 0–4. In 2020 won Warren het BDO World Darts Championship door in de finale landgenoot Jim Williams met 7–4 in sets te verslaan. Zijn gewonnen prijzengeld van £23.000,- was het laagst uitgekeerde bedrag van het BDO-wereldkampioenschap sinds de editie van 1989.

## Resultaten op wereldkampioenschappen

### BDO
- 2005: Laatste 32 (verloren van  Mervyn King met 0–3)
- 2013: Laatste 32 (verloren van Alan Norris met 1–3)
- 2018: Kwartfinale (verloren van Mark McGeeney met 4–5)
- 2019: Laatste 16 (verloren van Michael Unterbuchner met 0–4)
- 2020: Winnaar (gewonnen in de finale van Jim Williams met 7–4)

### WDF

#### World Darts Championship
- 2022: Laatste 16 (verloren van Cameron Menzies met 0–3)

#### World Cup
- 2005: Laatste 128 (verloren van Jerry Hull met 2–4)
- 2007: Laatste 16 (verloren van Geert De Vos met 0–4)
- 2009: Laatste 16 (verloren van Scott Waites met 3–4)
- 2011: Halve finale (verloren van Scott Waites met 4–6)
- 2013: Halve finale (verloren van Stephen Bunting met 2–6)
- 2015: Laatste 64 (verloren van David Concannon met 2–4)

### WSDT (Senioren)
- 2022: Laatste 16 (verloren van Kevin Painter met 0–3)